# Lisbeth Simper
Lisbeth Simper (* 13. Januar 1978) ist eine ehemalige dänische Radrennfahrerin.
1995 errang Lisbeth Simper bei den Junioren-Straßenweltmeisterschaften Bronze im Straßenrennen. Achtmal gewann sie einen dänischen Meistertitel: von 1999 bis 2003 fünfmal in Folge wurde sie nationale Meisterin im Einzelzeitfahren und von 2001 bis 2003 dreimal in Folge im Straßenrennen.